# Afrolimnophila apicifusca
Afrolimnophila apicifusca är en tvåvingeart som först beskrevs av Alexander 1964.  Afrolimnophila apicifusca ingår i släktet Afrolimnophila och familjen småharkrankar.
Artens utbredningsområde är Pakistan. Inga underarter finns listade i Catalogue of Life.